# Seznam španskih fizikov
Seznam španskih fizikov.

## C
- Juan de la Cierva y Codorníu (1895 – 1936)
- Juan Ignacio Cirac Sasturain (1965 –)
- Manuel Jalón Corominas (1925 – 2011)

## E
- Pablo Echenique (1978 –)

## M
- Narcís Monturiol (1818 – 1885)
- Julio Palacios Martínez (1891 – 1970)